# Sitolu Ompu
Sitolu Ompu is een bestuurslaag in het regentschap Tapanuli Utara van de provincie Noord-Sumatra, Indonesië. Sitolu Ompu telt 606 inwoners (volkstelling 2010).